# Banho e Carvalhosa
Banho e Carvalhosa é uma freguesia portuguesa do município de Marco de Canaveses, com 4,83 km² de área e 1074 habitantes (censo de 2021). A sua densidade populacional é 222,4 hab./km².

## Demografia
A população registada nos censos foi:
| Distribuição da População por Grupos Etários | Distribuição da População por Grupos Etários | Distribuição da População por Grupos Etários | Distribuição da População por Grupos Etários | Distribuição da População por Grupos Etários |
| -------------------------------------------- | -------------------------------------------- | -------------------------------------------- | -------------------------------------------- | -------------------------------------------- |
| Ano                                          | 0-14 Anos                                    | 15-24 Anos                                   | 25-64 Anos                                   | > 65 Anos                                    |
| 2001                                         | 300                                          | 216                                          | 765                                          | 189                                          |
| 2011                                         | 202                                          | 151                                          | 703                                          | 220                                          |
| 2021                                         | 111                                          | 132                                          | 587                                          | 244                                          |

## Comunidade
A Associação Desportiva de  Carvalhosa é uma agremiação desportiva da freguesia de Banho e Carvalhosa, Marco de Canaveses.